# ISO 8601
ISO 8601 er en international standard for skrivemåde og udveksling af data om tid, dvs. dato og klokken. Standard skrivemåde for dato er åååå-mm-dd og for tid hh:mm:ss. Dato og klokkeslæt separeres normalt med et T.
Danmark har accepteret standarden, og den er udgivet af Dansk Standard som DS/ISO 8601-1:2019.
|  | Infoboks uden skabelon Denne artikel har en infoboks dannet af en tabel eller tilsvarende. |